# Blank City
Blank City es un documental estadounidense de 2010, dirigido por Celine Danhier, acerca de la escena punk rock a finales de los años 1970 en el centro de la ciudad de Nueva York, donde se vivió una oleada de cine independiente do it yourself conocida como el movimiento No Wave Cinema. 
La directora, Danhier, comentó en una entrevista: «Si googleas "No Wave filmmakers" no obtienes muchos resultados. En Wikipedia tiene solo un par de párrafos. Es una locura, porque fue el comienzo del movimiento del cine independiente. Esos cineastas eran genios y crearon algunas de las películas más osadas de su generación, así que yo tenía que hacer algo al respecto y mostrar esas cintas».

## Sinopsis
Hoy, Manhattan es famosa por sus alquileres altos, sobrexpuestos puntos de referencia y la moda demasiado elegante. Sin embargo, a finales de los años 1970, estaba plagado de ratas, delincuencia y suciedad — un lugar de Estados Unidos donde depositar inmigrantes, pobres y artistas. La música, el arte, la moda y el cine florecieron, alimentados por drogas, modas pasajeras, enemistades y una importante cantidad de locura.

## Participaciones
| - Amos Poe - Ann Magnuson - Becky Johnston - Beth B. - Bette Gordon - Casandra Stark - Charlie Ahearn - Daze - Deborah Harry - Eric Mitchell - Fab 5 Freddy - Glenn O'Brien - James Chance | - James Nares - Jim Jarmusch - J.G. Thirlwell - John Lurie - John Waters - Kembra Pfahler - Lizzie Borden - Lung Leg - Lydia Lunch - Manuel Delanda - Maripol - Michael McClard - Michael Oblowitz | - Nick Zedd - Pat Place - Patti Astor - Richard Kern - Sara Driver - Scott B - Steve Buscemi - Susan Seidelman - Tessa Hughes-Freeland - Thurston Moore - Tommy Turner - Vivienne Dick - Jack Sargeant |